# Giervalk
De giervalk (Falco rusticolus) is een vogel uit de familie van valkachtigen (Falconidae). De wetenschappelijke naam van de soort werd in 1758 gepubliceerd door Carl Linnaeus.

## Kenmerken
De giervalk is met een grootte van 55–60 cm en een spanwijdte van 125–135 cm de grootste onder de valken. Net als bij de meeste roofvogels is het vrouwtje groter dan het mannetje. De kleur van het verenkleed varieert van grijsbruin tot grijs in het subarctische gebied, tot vrijwel sneeuwwit ver in het noordpoolgebied (bijvoorbeeld noordelijk Groenland). De baardstreep is erg smal en ontbreekt veelal bij de witte vogels. Bij de volwassen Noord-Europese vogels is de bovenzijde grijs met een donkere dwarsbandering; de onderkant is witachtig met donkere vlekken. Jonge vogels zijn van boven effen en van onderen licht met donkere lengtevlekken.

## Leefwijze
Het voedsel bestaat uit een grote verscheidenheid van zoogdieren en vogels, uiteenlopend van spitsmuis tot haas, en van sijs tot gans. Ook roofvogels waaronder de bijna even grote buizerd en zelfs de slechtvalk staan op het menu. De giervalk kan zich van grote hoogte met een snelheid van 200 km/u op een prooi storten. De horizontale vliegsnelheid kan tot 130 km/u bedragen. De vogel broedt bijna uitsluitend op rotswanden. In vlucht is hij door de grotere afmetingen, de bredere en niet zo spitse vleugels en de langere staart goed te onderscheiden van de slechtvalk.

## Verspreiding en leefgebied
Giervalken komen in Europa alleen in het noorden van Scandinavië en IJsland voor. De vogel komt buiten Europa ook voor in het hele gebied rond de Noordpool van Rusland tot in Canada, Alaska en Groenland. Hij bewoont voornamelijk toendra's en gebergten maar 's winters kan hij voor lange perioden ver van het vasteland op het zee-ijs verblijven.
De vogel heeft open terrein nodig om te jagen en rotsen om op te broeden. Vandaar dat hij de voorkeur geeft aan brede rivierdalen met rotsen. Ook komt hij voor aan rotskusten, het liefst in de buurt van zeevogelkolonies. In Scandinavië worden ook de fjell-gebieden boven de boomgrens bewoond en rotswanden van de fjorden.

## Voedsel
De giervalk is een snelle en behendige jager die zijn buit zowel in de lucht als op de grond kan slaan. Laag boven de grond jagend kan een prooi worden gegrepen en meegenomen. Vrijwel alle soorten vogels en kleine zoogdieren die in zijn habitat voorkomen, kunnen worden bemachtigd.
In Noorwegen en IJsland is de vogel in de broedtijd en tijdens het grootbrengen van de jongen meestal gespecialiseerd in sneeuwhoenders, die dan 90% van het voedsel uitmaken. 

## Voortplanting
Gewoonlijk is de giervalk geslachtsrijp op de leeftijd van twee jaar. De paren zijn erg trouw aan hun territorium en blijven levenslang bij elkaar. De balts begint al in februari. Meestal bevindt de broedplaats zich op een steile rotswand, in een voor regen en wind beschutte nis of spleet onder een overhangende rots.
Giervalken bouwen niet zelf een horst, maar annexeren gewoonlijk een oud nest van een raaf of een ruigpootbuizerd. In de bostoendra benutten ze ook horsten in bomen. De broedtijd is in Europa vanaf de eerste helft van april. Het legsel is meestal 3–4 eieren groot, een ei weegt gemiddeld 69 gram. Ze worden om de twee tot drie dagen gelegd. Op een gelige ondergrond zijn ze fijn en dicht lichtbruin gevlekt. De broedduur bedraagt 30–36 dagen, de nestperiode is 46–49 lang.

## Valkerij
De horizontale vliegsnelheid van de giervalk maakt dat giervalken bij sommige valkeniers niet geliefd zijn omdat ze zeer snel uit het oog verloren kunnen worden. Anderen zien hierin juist een uitdaging.
- Giervalk heeft patrijs als prooi (video)